# Pallasca (provincie)
| Pallasca                                               | Pallasca                      |
| ------------------------------------------------------ | ----------------------------- |
| Harta localizării provinciei în cadrul regiunii Ancash |                               |
| Informații generale                                    |                               |
| Nume nativ                                             | Provincia de Pallasca         |
| Țară                                                   | Peru                          |
| Regiune                                                | Ancash                        |
| Primar                                                 | José Sifuentes (2013-2014)    |
| - Capitală                                             | Cabana                        |
| - Suprafață totală                                     | 2101 km2                      |
| - Districte                                            | 11                            |
| Populație                                              |                               |
| An recensământ                                         | 2005                          |
| - Totală                                               | 28 580                        |
| - Densitate                                            | 13,6/km2                      |
| Fus orar                                               | UTC-5                         |
| Sit web                                                | http://www.municabana.gob.pe/ |
| UBIGEO                                                 | 0215                          |
| Modifică text                                          |                               |

Pallasca este una dintre cele douăzeci de provincii din regiunea Ancash din Peru. Capitala este orașul Cabana. Se învecinează cu provinciile Sihuas, Corongo și Santa și pe o mare distanță cu regiunea La Libertad.

## Diviziune teritorială
Provincia este divizată în 11 districte (spaniolă: distritos, singular: distrito):
- Cabana
- Bolognesi
- Conchucos
- Huacaschuque
- Huandoval
- Lacabamba
- Llapo
- Pallasca
- Pampas
- Santa Rosa
- Tauca.